# 로델레로
로델레로(스페인어: Rodeleros)는 16세기 초반 활동했던 강철방패나 '로델라'라고 불리는 원형 방패, 그리고 장검을 착용했던 에스파냐 병사들이다. '로델레로'는 '방패 사용자'라는 뜻이며, '검사'라는 뜻의 에스파다친(espadachines)이라 불리기도 했다.
검을 효율적이고 전문적으로 다루는 에스파냐인들에 의해 채택되었다.
이들은 방패 외에도 특정 형태의 투구에 철제 흉갑을 추가 보호구로 사용하였다.
로델레로의 사용은 에르난 코르테스에 의해 두드러졌는데, 코르테스가 신대륙 정복을 할 때 가장 큰 역할을 한 것이 이들이었기 때문이다. 1520년, 신대륙을 침공한 코르테스의 부대 1300명 중 1000명이 로델레로였으며, 1521년에도 조총병과 석궁병의 수가 118명에 불과했던데 비해 로델레로의 수는 700명에 달했다.
코르테스가 아스테카 제국을 정복할 당시 계좌 작성을 맡았던 베르날 디아스 또한 코르테스 밑에서 로델레로로 전투에 참여했었다.
한편 본토에서의 로델레로의 사용은 스페인 군대가 "콜루네이야"라는 파이크 부대와 화기 부대의 혼합형 방진을 채택했을 때 이루어졌는데, 이들은 방진 사이에 소규모로 투입되어 적, 특히 할버드를 사용하는 스위스나 독일 군대의 파이크 밀치기 전술로 인해 전투가 교착 상태에 빠졌을 시 이를 분쇄하기 위한 목적으로 사용되었다. 이러한 전술은 1512년 라벤나 전투에서 매우 효과적임이 증명되었으나, 한편으로, 세미나라 전투 등에서 이들은 잘 훈련된 방진에는 매우 취약함이 드러났다. 또, 이들은 기병의 공격에 매우 취약하다는 문제점도 안고 있었다. 결국 전술이 급격히 발전하던 16세기 초, 스페인 군대는 이러한 로델레로의 취약점이 스페인군의 질을 떨어뜨린다 여겼고, 결국 이들은 1530년대 테르시오 방진이 새롭게 창안되자 여기서 방출되어 퇴역하게 되었다.
로델레로가 독립된 부대로서의 가치를 상실한 뒤에도 이들을 부활시키려는 부분적인 시도는 존재했는데, 대표적으로 나사우의 마우리츠가 방패와 검을 든 병사들을 파이크 부대와 함께 운용하였다. 또, 30년 전쟁에서는 일부 군사 이론가들이 거대한 방패와 검을 든 병사들을 파이크 부대의 앞에 세워 적의 머스켓 부대의 공격으로부터 보호하려는 시도를 하기도 했으나, 이러한 환상에 불과한 것으로 보이는 전략이 실제로 효과가 있었을지, 그리고 실제로 사용된 적이 있었을지는 알 수 없다.

## 같이 보기
- 테르시오
- 란츠크네흐트
- 스와시버클러
- 파이크